# 霍普赫爾 (阿拉巴馬州)
霍普赫爾（英語：Hope Hull）是一個位於美國阿拉巴馬州蒙哥馬利縣的非建制地區。該地的面積和人口皆未知。

## 地理
霍普赫爾的座標為32°16′12″N 86°21′26″W / 32.27000°N 86.35722°W，而該地的平均海拔高度為63米（即207英尺）。